# Дървесен алигаторов гущер
Дървесният алигаторов гущер (Abronia graminea) е вид влечуго от семейство Слепоци (Anguidae). Видът е застрашен от изчезване.

## Разпространение
Разпространен е в Мексико.

## Описание
Популацията им е намаляваща.